# Columbia Heights
Columbia Heights é uma cidade localizada no estado americano de Minnesota, no Condado de Anoka.

## Demografia
Segundo o censo americano de 2000, a sua população era de 18.520 habitantes.
Em 2006, foi estimada uma população de 17.969, um decréscimo de 551 (-3.0%).

## Geografia
De acordo com o United States Census Bureau tem uma área de
9,2 km², dos quais 8,9 km² cobertos por terra e 0,3 km² cobertos por água.

## Localidades na vizinhança
O diagrama seguinte representa as localidades num raio de 8 km ao redor de Columbia Heights.